# Саад эш-Шазли
Саад эд-Дин Мохаммед аль-Хусейни аль-Шазли (араб. سعد الدين محمد الحسينى الشاذلى‎; 1 апреля 1922, Шобратана, Королевство Египет — 10 февраля 2011 (Каир, Египет) — начальник штаба египетской армии в ходе Октябрьской арабо-израильской войны (1973), генерал-лейтенант.

## Военная карьера
Саад аль-Шазли родился в апреле в 1922 году в деревне Шобратана в окрестностях города Басьюн, губернаторства Гарбия. Родители — Мохаммед аль-Хуссейни аль-Шазли и Тафида Ибрагим аль-Шазли. В 1940 году закончил военный колледж, затем учился в Королевской военной академии. В 1943—1948 годах — офицер гвардии, служил в личной охране короля Фарука. Принимал участие во Второй мировой войне и арабо-израильской войне 1948 года.
В 1954 году создал первый парашютно-десантный батальон в египетской армии, в 1954—1956 годах — начальник парашютной школы. Участвовал в отражении агрессии Великобритании, Франции и Израиля в ходе кризиса 1956 года. В 1956—1958 годах — командир парашютно-десантного батальона. В 1960—1961 годах командовал контингентом арабских миротворцев (парашютно-десантный батальон) в Конго. Затем последовательно был военным атташе в Великобритании (1961—1963), командиром 2-й пехотной дивизии и командиром египетской добровольческой бригады в ходе гражданской войны в Йемене (1965—1966), командиром сил специального назначения (1967—1969) и командующим красноморским военным округом (1970—1971). Участник «шестидневной войны» 1967 года. Непродолжительное время учился в СССР на курсах «Выстрел».
16 мая 1971 года — 13 декабря 1973 года начальник штаба египетской армии. Вместе с министром обороны Ахмадом Исмаилом командовал египетской армией в ходе успешного форсирования Суэцкого канала и победоносного прорыва линии Бар-Лева всего за 2 часа (им придумано применение водомётов для размывания земляного вала). Однако затем выступил против предложенного наступления, в ходе которого войска выходили за пределы защиты ПВО и могли попасть под удар израильской авиации. За это был отстранен от дальнейшего военного планирования, а состоявшееся в итоге наступление стоило египтянам 250 танков и мощного контрудара с форсированием израильскими войсками Суэцкого канала уже в обратном направлении.

## Гражданская деятельность
В 1974—1976 — посол в Великобритании, в 1976—1978 — посол в Португалии.
В 1978 году, находясь в Европе, выступил с резкой критикой президента Анвара Садата и Кемп-Девидских соглашений. Был снят со всех постов и вынужден эмигрировать в Алжир, где в сентябре 1980 года объявил о создании оппозиционного Египетского Народного Фронта, в руководство которого вошли в основном опальные офицеры, и стал его генеральным секретарём. В ноябре 1981 года заочно, по решению суда, был лишён всех политических и гражданских прав, на его имущество наложен арест.
После опубликования своих воспоминаний в 1983 году был заочно приговорён к трём годам каторги за «разглашение военных секретов» и публикацию мемуаров без предварительного разрешения министерства обороны.
После возвращения в Египет 15 марта 1992 года арестован. Хотя Гражданский и Высший государственный суд по вопросам безопасности вынесли решение и приказал немедленно освободить меня суд вынес решение о том, что вынесенный мне Военным трибуналом приговор к трем годам каторжных работ не имеет законной силы. 13 августа 1992 года Высший Суд Египта и Государственный суд по вопросам безопасности встали на его сторону и приказывали немедленно освободить его из тюрьмы (военные власти отказались выполнять решения судов). Отбыл полтора года в одиночном заключении.
Автор 7 книг, в том числе воспоминаний «Форсирование Суэцкого канала» (1979 г., была запрещена в Египте), перевод которой на русский язык был сделан в 2008 году.
Дочь — Шахдан аль-Шазли.
Умер за день до отставки президента Мубарака.

## Награды
Имел 24 ордена и медали, в том числе
- Медаль военной отваги (1949)
- Медали Конго (1961) и Йемена (1966)
- Медаль за выдающиеся военные заслуги (1972)
- Орден Республики 1-го класса (1974)
- Звезда Почёта (1974)
- Звезда Почёта (рыцарского достоинства) Сирийской Арабской Республики (1974)
- Звезда Почёта Палестины (1974)
- Орден Нила (03.10.2012)